# Louder Than Love
Albums de Soundgarden
Ultramega OK
(1988) Screaming Life/Fopp
(1991)
Singles
1. Loud Love
Sortie : 30 août 1989
2. Hands All Over
Sortie : 12 octobre 1989

Louder Than Love est le second album du groupe grunge Soundgarden, sorti le 5 septembre 1989 sur le label A&M Records. Il a été produit par Terry Date et le groupe.

## Historique
Cet album fut enregistré à Seattle dans les London Bridge Studios pendant les mois de décembre 1988 et janvier 1989.
L'album devait être originellement intitulé Louder than Fuck ou Louder than Meat. Louder than Love précéda le EP Loudest Love et la vidéo Louder Than Live, sortis la même année. Les chansons de l'album présentent un son grunge tendance metal avec des chansons composées avec des signatures de temps inhabituels ou peu orthodoxes.
En raison de quelques-unes des paroles de chansons, un autocollant Parental Advisory fut placé sur la pochette de l'album. Louder Than Love est devenu le premier album de Soundgarden à entrer dans le classement du Billboard 200 américain. Le groupe a pris en charge la promotion de l'album avec des tournées en Amérique du Nord et en Europe. En 2001, le magazine Q le classa dans les 50 albums les plus violents de tous les temps. Il fut le dernier album de Soundgarden avec le bassiste originel Hiro Yamamoto, qui arrêta sa carrière musicale pour reprendre ses études.
Il se classa à la 108e place du Billboard 200 aux États-Unis.
L'album se vend à 180 000 exemplaires.
En avril 2019, l'album est classé n° 28 des 50 meilleurs albums grunge par le magazine Rolling Stone.

## Liste des pistes
| No  | Titre               | Auteur        | Musique       | Durée |
| --- | ------------------- | ------------- | ------------- | ----- |
| 1.  | Ugly Truth          | Chris Cornell | Cornell       | 5:26  |
| 2.  | Hands All Over      | Cornell       | Kim Thayil    | 6:00  |
| 3.  | Gun                 | Cornell       | Cornell       | 4:42  |
| 4.  | Power Trip          | Cornell       | Hiro Yamamoto | 4:11  |
| 5.  | Get on the Snake    | Cornell       | Thayil        | 3:44  |
| 6.  | Full on Kevin's Mom | Cornell       | Cornell       | 3:37  |
| 7.  | Loud Love           | Cornell       | Cornell       | 4:57  |
| 8.  | I Awake             | Kate McDonald | Yamamoto      | 4:21  |
| 9.  | No Wrong No Right   | Cornell       | Yamamoto      | 4:47  |
| 10. | Uncovered           | Cornell       | Cornell       | 4:30  |
| 11. | Big Dumb Sex        | Cornell       | Cornell       | 4:11  |
| 12. | Full On             | Cornell       | Cornell       | 2:42  |

## Musiciens
- Chris Cornell - chant, guitare
- Kim Thayil - guitare lead
- Hiro Yamamoto - basse
- Matt Cameron - batterie

## Charts
Charts album
| Pays                                  | Durée du classement | Meilleur classement | Date              |
| ------------------------------------- | ------------------- | ------------------- | ----------------- |
| États-Unis (Billboard 200)            | 16 semaines         | 108e                | 10 mars 1990      |
| Royaume-Uni (UK Rock and Metal Chart) | 1 semaine           | 29e                 | 27 septembre 2019 |

Charts singles
| Single         | Chart            | Durée du classement | Position | Date            |
| -------------- | ---------------- | ------------------- | -------- | --------------- |
| Hands All Over | UK Singles Chart | 2 semaines          | 82e      | 21 avril 1990   |
| Loud Love      | UK Singles Chart | 2 semaines          | 87e      | 21 juillet 1990 |